# Rennemig-Beersdal
Rennemig-Beersdal is een wijk in het noorden van de Nederlandse gemeente Heerlen (provincie Limburg). Het aantal inwoners (2023) is 4.925. Het bevat de buurten Groot Rennemig, Beersdal en Schelsberg, en de buurtschap Vrank.
De wijk bevat het Rijksbeschermd gezicht Heerlen - Beersdal. Naast monumentale woningen van de mijnwerkerskolonie ligt in de wijk ook een nieuwbouwwijk op de voormalige steenberg van steenkoolmijn Oranje-Nassau III. Bij de basisschool Mijn Spoor is een monument aangebracht op de locatie van de schacht van deze mijn. Ten noordwesten ligt wandelpark Koumenberg, de voormalige tweede steenberg van de mijn.

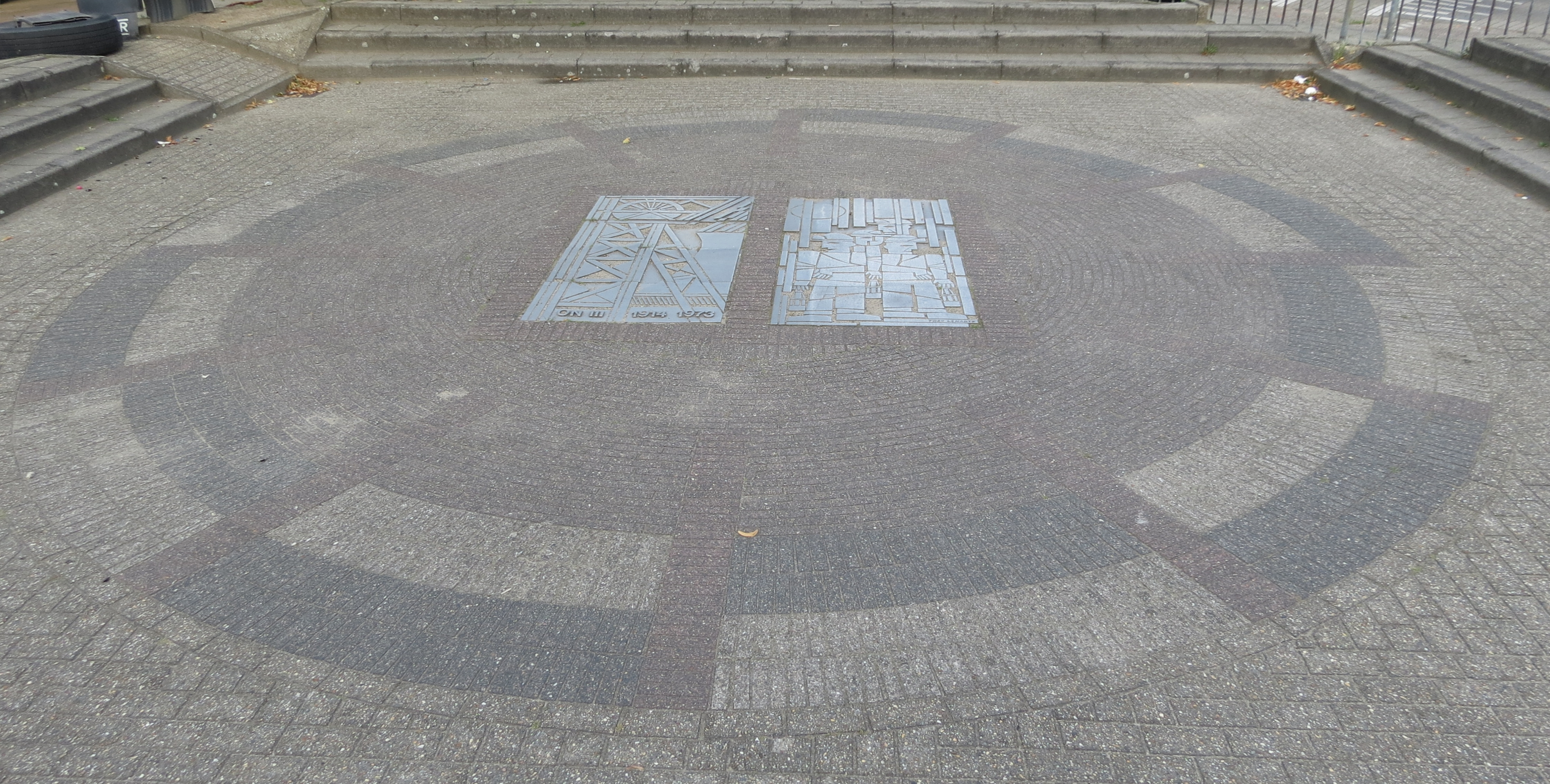
Schachtlocatie van mijn ONIII.

In de wijk staat ook de Mariakapel.
Stadsdelen: Heerlerbaan · Heerlerheide · Heerlen-Stad · Hoensbroek

Wijken: Aarveld-Bekkerveld · De Beitel · Caumerveld-Douve Weien · Eikenderveld · Heerlen-Centrum · Heerlerbaan-Oost · Heerlerbaan-West · Passart · De Hei · Heksenberg · Hoensbroek-De Dem · De Koumen · Maria-Gewanden-Terschuren · Mariarade · Meezenbroek-Schaesbergerveld · Molenberg · Nieuw Lotbroek · Rennemig-Beersdal · Schandelen-Grasbroek · Vrieheide-De Stack · Welten-Benzenrade · Woonboulevard-Ten Esschen · Zeswegen-Nieuw Husken

Buurtschappen en gehuchten: De Euren · Heihoven · Imstenrade · Schurenberg · Terschuren

Limburg: Steden en dorpen      Nederland: Provincies · Gemeenten